# Łukasz Garguła
Łukasz Garguła (ur. 25 lutego 1981 w Żaganiu) – polski piłkarz grający na pozycji pomocnika; reprezentant Polski. Były piłkarz takich klubów jak GKS Bełchatów, Wisła Kraków, Miedź Legnica. Mistrz Polski w sezonie 2010/11.

## Kariera klubowa
Łukasz Garguła jest wychowankiem Piasta Iłowa, następnie grał w SMS-ie Wrocław, a 1999 roku trafił do innego wrocławskiego klubu - Polaru. W 2002 roku przeszedł do GKS-u Bełchatów. W sezonie 2006/2007 Garguła przyczynił się do wywalczenia wicemistrzostwa Polski przez GKS, strzelając 7 bramek w 27 meczach. W lutym 2008 roku zawodnik postanowił przenieść się do Wisły Kraków. Wisła przelała na konto GKS-u kwotę 300 tysięcy euro powołując się na klauzulę odstępnego w kontrakcie zawodnika, jednak działacze GKS-u nie chcieli się zgodzić na transfer twierdząc, że klauzula została zniesiona. Sprawa znalazła swój finał w Wydziale Gier PZPN, który ostatecznie przyznał rację klubowi z Bełchatowa. W lipcu krakowski klub złożył kolejną ofertę kupna Garguły, która została jednak odrzucona. Zawodnik poczekał więc pół roku i 5 stycznia 2009 roku na mocy prawa Bosmana podpisał pięcioletnią umowę z Wisłą Kraków, która zaczęła obowiązywać od 1 lipca. Garguła po raz ostatni zagrał w barwach GKS-u Bełchatów 20 lutego w spotkaniu Pucharu Ekstraklasy z Legią. W tym meczu zerwał więzadła krzyżowe w kolanie, przez co do gry wrócił dopiero 27 października, zaliczając swój debiut w Wiśle Kraków w spotkaniu Pucharu Polski z Bytovią II Bytów. W grudniu zawodnik przeszedł kolejną operację kontuzjowanego kolana, która wykluczyła go z gry do końca sezonu 2009/2010. W następnym sezonie Garguła zdobył Mistrzostwo Polski z Wisłą. Pierwszą bramkę w barwach krakowskiego klubu strzelił 14 grudnia 2011 roku w zwycięskim meczu ostatniej kolejki fazy grupowej Ligi Europy z holenderskim FC Twente, po którym Wisła zapewniła sobie awans do 1/16 finału tych rozgrywek. 10 lipca 2015 podpisał roczny kontrakt z opcją przedłużenia na kolejny sezon z polskim klubem Miedź Legnica.

## Kariera reprezentacyjna
Garguła występował w reprezentacji młodzieżowej U-21 prowadzonej przez Edwarda Klejndinsta. 21 sierpnia 2006 roku został powołany przez Leo Beenhakkera do kadry A na mecze eliminacji Mistrzostw Europy 2008 przeciwko Finlandii i Serbii. 2 września zadebiutował w meczu z Finlandią, wchodząc na boisko w 74. minucie spotkania. W 90. minucie meczu strzelił honorową bramkę dla reprezentacji Polski, pokonując fińskiego bramkarza Jussi Jääskeläinena potężnym strzałem z dystansu, z lewej nogi. Garguła znalazł się w kadrze na Euro 2008, jednak nie zagrał w żadnym spotkaniu na turnieju rozgrywanym w Austrii i Szwajcarii.

### Bramki w reprezentacji
| #  | Data            | Gdzie             | Przeciwnik | Bramka | Rezultat | Rozgrywki   |
| -- | --------------- | ----------------- | ---------- | ------ | -------- | ----------- |
| 1. | 2 września 2006 | Bydgoszcz, Polska | Finlandia  | 1:3    | 1:3      | el. ME 2008 |

## Statystyki

### Klubowe
Stan na dzień 8 lutego 2021
| Klub                | Sezon              | Liga               | Liga  | Liga   | Puchar kraju | Puchar kraju | Kontynentalne | Kontynentalne | Suma  | Suma   |
| Klub                | Sezon              | Liga               | Mecze | Bramki | Mecze        | Bramki       | Mecze         | Bramki        | Mecze | Bramki |
| ------------------- | ------------------ | ------------------ | ----- | ------ | ------------ | ------------ | ------------- | ------------- | ----- | ------ |
| Polar Wrocław       | 1999/00            | II liga            | 2     | 0      | –            | –            | –             | –             | 2     | 0      |
| Polar Wrocław       | 2000/01            | II liga            | 3     | 0      | 1            | 0            | –             | –             | 4     | 0      |
| Polar Wrocław       | 2001/02            | II liga            | 32    | 4      | 4            | 1            | –             | –             | 36    | 5      |
| Polar Wrocław       | Łącznie            | Łącznie            | 37    | 4      | 5            | 1            | 0             | 0             | 42    | 5      |
| GKS Bełchatów       | 2002/03            | II liga            | 30    | 6      | 1            | 1            | –             | –             | 31    | 7      |
| GKS Bełchatów       | 2003/04            | II liga            | 23    | 3      | 0            | 0            | –             | –             | 23    | 3      |
| GKS Bełchatów       | 2004/05            | II liga            | 34    | 7      | 7            | 0            | –             | –             | 41    | 7      |
| GKS Bełchatów       | 2005/06            | Ekstraklasa        | 28    | 2      | 2            | 0            | –             | –             | 30    | 2      |
| GKS Bełchatów       | 2006/07            | Ekstraklasa        | 27    | 7      | 3            | 0            | –             | –             | 30    | 7      |
| GKS Bełchatów       | 2007/08            | Ekstraklasa        | 26    | 3      | 1            | 0            | 1             | 0             | 28    | 3      |
| GKS Bełchatów       | 2008/09            | Ekstraklasa        | 14    | 4      | 2            | 0            | –             | –             | 16    | 4      |
| GKS Bełchatów       | Łącznie            | Łącznie            | 182   | 32     | 16           | 1            | 1             | 0             | 199   | 33     |
| Wisła Kraków        | 2009/10            | Ekstraklasa        | 2     | 0      | 1            | 0            | 0             | 0             | 3     | 0      |
| Wisła Kraków        | 2010/11            | Ekstraklasa        | 14    | 0      | 4            | 0            | 2             | 0             | 20    | 0      |
| Wisła Kraków        | 2011/12            | Ekstraklasa        | 25    | 0      | 5            | 0            | 9             | 1             | 39    | 1      |
| Wisła Kraków        | 2012/13            | Ekstraklasa        | 22    | 4      | 2            | 1            | –             | –             | 24    | 5      |
| Wisła Kraków        | 2013/14            | Ekstraklasa        | 34    | 9      | 1            | 2            | –             | –             | 35    | 11     |
| Wisła Kraków        | 2014/15            | Ekstraklasa        | 30    | 3      | 1            | 0            | –             | –             | 31    | 3      |
| Wisła Kraków        | Łącznie            | Łącznie            | 127   | 16     | 14           | 3            | 11            | 1             | 152   | 20     |
| Miedź Legnica       | 2015/16            | I liga             | 29    | 5      | 2            | 0            | –             | –             | 31    | 5      |
| Miedź Legnica       | 2016/17            | I liga             | 30    | 2      | 1            | 0            | –             | –             | 31    | 2      |
| Miedź Legnica       | 2017/18            | I liga             | 24    | 2      | 2            | 2            | –             | –             | 26    | 4      |
| Miedź Legnica       | 2018/19            | Ekstraklasa        | 12    | 0      | 2            | 1            | –             | –             | 14    | 1      |
| Miedź Legnica       | Łącznie            | Łącznie            | 95    | 9      | 7            | 3            | 0             | 0             | 102   | 12     |
| Lechia Zielona Góra | 2019/20            | III liga           | 17    | 1      | –            | –            | –             | –             | 17    | 1      |
| Lechia Zielona Góra | 2020/21            | III liga           | 12    | 0      | –            | –            | –             | –             | 12    | 0      |
| Lechia Zielona Góra | Łącznie            | Łącznie            | 29    | 1      | 0            | 0            | 0             | 0             | 29    | 1      |
| Łącznie w karierze  | Łącznie w karierze | Łącznie w karierze | 461   | 62     | 42           | 8            | 12            | 1             | 515   | 71     |

### Reprezentacyjne
| Mecze w reprezentacji | Mecze w reprezentacji | Mecze w reprezentacji      | Mecze w reprezentacji        | Mecze w reprezentacji | Mecze w reprezentacji | Mecze w reprezentacji |
| #                     | Data                  | Miasto                     | Przeciwnik                   | Gol                   | Wynik                 | Rozgrywki             |
| --------------------- | --------------------- | -------------------------- | ---------------------------- | --------------------- | --------------------- | --------------------- |
| 1.                    | 02.09.2006            | Bydgoszcz                  | Finlandia                    | Gol                   | 1:3                   | elim. EURO 2008       |
| 2.                    | 15.11.2006            | Bruksela                   | Belgia                       |                       | 1:0                   | elim. EURO 2008       |
| 3.                    | 06.12.2006            | Abu Zabi                   | Zjednoczone Emiraty Arabskie |                       | 5:2                   | towarzyski            |
| 4.                    | 03.02.2007            | Jerez de la Frontera       | Estonia                      |                       | 4:0                   | towarzyski            |
| 5.                    | 24.03.2007            | Warszawa                   | Azerbejdżan                  |                       | 5:0                   | elim. EURO 2008       |
| 6.                    | 28.03.2007            | Kielce                     | Armenia                      |                       | 1:0                   | elim. EURO 2008       |
| 7.                    | 17.10.2007            | Łódź                       | Węgry                        |                       | 0:1                   | towarzyski            |
| 8.                    | 02.02.2008            | Pafos                      | Finlandia                    |                       | 1:0                   | towarzyski            |
| 9.                    | 27.02.2008            | Wronki                     | Estonia                      |                       | 2:0                   | towarzyski            |
| 10.                   | 26.03.2008            | Kraków                     | Stany Zjednoczone            |                       | 0:3                   | towarzyski            |
| 11.                   | 26.05.2008            | Reutlingen                 | Macedonia Północna           |                       | 1:1                   | towarzyski            |
| 12.                   | 01.06.2008            | Chorzów                    | Dania                        |                       | 1:1                   | towarzyski            |
| 13.                   | 15.10.2008            | Bratysława                 | Słowacja                     |                       | 1:2                   | elim. MŚ 2010         |
| 14.                   | 29.11.2008            | Dublin                     | Irlandia                     |                       | 3:2                   | towarzyski            |
| 15.                   | 07.02.2009            | Faro                       | Litwa                        |                       | 1:1                   | towarzyski            |
| 16.                   | 11.02.2009            | Vila Real de Santo António | Walia                        |                       | 1:0                   | towarzyski            |

## Osiągnięcia

### Klubowe
Wisła Kraków
- Mistrzostwo Polski (1x): 2010/2011